# Мендерево
Мендерево — упразднённая деревня в Дорогобужском районе Смоленской области России. Входила в Полибинское сельское поселение. 

## География
Расположена в центральной части области в 10 км к северо-востоку от Дорогобужа, в 1,5 км севернее автодороги Р134 «Старая Смоленская дорога», на берегу реки Римозовка. В 22 км севернее от деревни находится железнодорожная станция О.п. 300-й км на линии Москва-Минск. 

## История
В годы Великой Отечественной войны деревня была оккупирована гитлеровскими войсками в октябре 1941 года, освобождена в сентябре 1943 года.
Население в 2007 году — 1 житель, в 2010 году постоянные жители отсутствовали. 
Упразднена в 2010 году Постановлением Смоленской облдумы от 25.02.2010 N 22 «Об упразднении отдельных территориальных единиц Смоленской области».